# Unterseeboot 487
Le Unterseeboot 487 (U-487) est un U-boot de type XIV utilisé par la Kriegsmarine pendant la Seconde Guerre mondiale.
Comme tous les sous-marins de type XIV, l'U-487 est un ravitailleur de sous-marins. C'est une « vache-à-lait » (Milchkuh) de la force sous-marine allemande (Ubootwaffe) : un grand sous-marin capable de ravitailler d'autres sous-marins de combat en combustible diesel, en torpilles, en pièces détachées, en vivres (25 t), disposant d'un personnel médical et de spécialistes en surnombre (mécaniciens de torpille, radios ou mécaniciens généralistes).

## Historique
De mars 1943 à juillet 1943, l'U-487 réalise deux missions de ravitaillements au profit de vingt-cinq U-Boote.
Lors de sa première patrouille, l'U-487 part de Kiel le 27 mars 1943 pour une mission en plein Atlantique. Il arrive à son port d'attache, la base sous-marine de Bordeaux en France occupée le 12 mai 1943.
Il quitte Bordeaux pour sa deuxième patrouille le 15 juin 1943.
Il est coulé le 13 juillet 1943 par des charges de profondeur lancées par des GAU-8 Avenger et des Grumman F4F Wildcat du porte-avions d'escorte USS Core dans l'Atlantique à la position géographique de 27° 15′ N, 38° 05′ O.
L'équipage du sous-marin est surpris par l'assaut aérien ; certains marins prennent un bain de soleil au début de l'attaque. Un avion Wildcat est abattu ; le sous-marin sombre et fait trente-et-un morts. Les trente-trois survivants sont faits prisonniers à bord de l'USS Barker (DD-213).

## Affectations
- 4. Unterseebootsflottille du 21 décembre 1942 au 31 mars 1943 à Stettin en Pologne pendant sa période de formation
- 12. Unterseebootsflottille du 1er avril 1943 au 13 juillet 1943 à la base sous-marine de Bordeaux en tant qu'unité combattante

## Commandement
- Oberleutnant zur See Helmut Metz du 21 décembre 1942 au 13 juillet 1943

## Navires coulés
- L'Unterseeboot 487, ayant un rôle de ravitailleur de sous-marin et n'étant pas armé de torpilles, n'a ni coulé, ni endommagé de navires pendant ses deux patrouilles.

### Référence
1. ↑  cf. W. Frank (1965) p. 234-235
2. ↑  cf. W. Frank (1965) p. 47-48
3. ↑  Kemp, p. 130-131.
4. ↑  « L'U-487 Type XIV - U-boots allemands de la Seconde guerre mondiale - uboat.net », www.uboat.net (consulté le 7 décembre 2009)